# 張昭雄 (政治人物)
張昭雄（1942年2月3日—），台灣日治時期高雄州高雄市出生，台灣醫界人物暨政治人物，高雄人，曾任親民黨副主席。他畢業於台灣省立高雄中學（今高雄市立高雄中學）及國立臺灣大學醫學院醫學系。曾任長庚紀念醫院心臟外科主任、院長及長庚大學校長等職。
他曾與宋楚瑜搭檔參選2000年中華民國總統大選，敗選之後與宋楚瑜成立親民黨，擔任首屆副主席，並於2002年一度決定返回故鄉高雄市參選市長，但最終退選支持張博雅。2006年因為宋楚瑜競選臺北市長落敗而宣佈退出政壇，張昭雄因故一度辭職但受慰留。2016年8月，因重返長庚擔任董事而低調辭任親民黨副主席，結束16年的政壇生涯。2017年10月，辭去長庚董事與革新小組召集人一職，退出長庚體系。2019年11月，親民黨主席宋楚瑜第四度參選總統，張昭雄出席記者會表達支持。

## 選舉紀錄
| 年度   | 選舉屆數               | 選區                   | 所屬政黨 | 得票數    | 得票率 | 備註               |
| ------ | ---------------------- | ---------------------- | -------- | --------- | ------ | ------------------ |
| 2000年 | 第十屆中華民國總統選舉 | 第十屆中華民國總統選舉 | 無黨籍   | 4,664,792 | 36.84% | 為宋楚瑜的競選搭檔 |